# NGC 897
NGC 897 es una galaxia espiral ubicada en la constelación de Fornax a unos 213 millones de años luz de la Vía Láctea . Fue descubierto por el astrónomo británico John Herschel en 1835.